# Новоселівська сільська рада (Ананьївський район)
Новосе́лівська сільська́ ра́да — колишня адміністративно-територіальна одиниця та орган місцевого самоврядування в Ананьївському районі Одеської області. Адміністративний центр — село Новоселівка.

## Загальні відомості
Новоселівська сільська рада утворена в 1965 році.
- Територія ради: 45,05 км²
- Населення ради: 856 осіб (станом на 2001 рік)

## Населені пункти
Сільській раді підпорядковані населені пункти:
- с. Новоселівка
- с. Благодатне
- с. Бондарі
- с. Калини
- с. Пасицели

## Населення
За переписом населення 2001 року в селі мешкали 862 особи.

### Мова
Розподіл населення за рідною мовою за даними перепису 2001 року:
| Мова       | Відсоток |
| ---------- | -------- |
| українська | 97,08 %  |
| російська  | 1,52 %   |
| молдовська | 1,29 %   |
| білоруська | 0,12 %   |

## Склад ради
Рада складається з 16 депутатів та голови.
- Голова ради: Ротар Андрій Харлампович
- Секретар ради: Матвієнко Тетяна Федорівна

### Керівний склад попередніх скликань
| Прізвище, ім'я, по батькові | Основні відомості                                                 | Дата обрання | Дата звільнення |
| --------------------------- | ----------------------------------------------------------------- | ------------ | --------------- |
| Заворотнюк Ніна Миколаївна  | Сільський голова, 1952 року народження, член Народної партії      | 26.03.2006   | 31.10.2010      |
| Ротар Андрій Харлампович    | Сільський голова, 1963 року народження, освіта середня спеціальна | 31.10.2010   |                 |

Примітка: таблиця складена за даними сайту Верховної Ради України

### Депутати
За результатами місцевих виборів 2010 року депутатами ради стали:

#### За суб'єктами висування
| Суб'єкт висування | Кількість обраних депутатів | %   |
| ----------------- | --------------------------- | --- |
| Самовисування     | 16                          | 100 |

#### За округами
| № округу | Прізвище, ім'я, по батькові      | Дата визнання обраним | Освіта             | Партійна приналежність                        | Відомості про обраного депутата |
| -------- | -------------------------------- | --------------------- | ------------------ | --------------------------------------------- | ------------------------------- |
| 1        | Маковєєв Сергій Іванович         | 03.11.2010            | середня спеціальна | позапартійний                                 |                                 |
| 2        | Приймак Валентина Вікторівна     | 03.11.2010            | вища               | позапартійна                                  |                                 |
| 3        | Балтян Лариса Василівна          | 03.11.2010            | середня            | позапартійна                                  |                                 |
| 4        | Андрєєва Алла Вікторівна         | 03.11.2010            | середня спеціальна | член Всеукраїнського об'єднання «Батьківщина» |                                 |
| 5        | Заворотнюк Ніна Миколаївна       | 03.11.2010            | вища               | позапартійна                                  |                                 |
| 6        | Матвієнко Тетяна Федорівна       | 03.11.2010            | вища               | позапартійна                                  |                                 |
| 7        | Гарага Світлана Євгенівна        | 03.11.2010            | середня            | позапартійна                                  |                                 |
| 8        | Плуговий Олег Радіонович         | 03.11.2010            | вища               | позапартійний                                 |                                 |
| 9        | Шевченко Олександр Володимирович | 03.11.2010            | вища               | член Всеукраїнського об'єднання «Батьківщина» |                                 |
| 10       | Каленіков Володимир Сергійович   | 03.11.2010            | середня            | позапартійний                                 |                                 |
| 11       | Бордюжа Ольга Вікторівна         | 03.11.2010            | середня спеціальна | позапартійна                                  |                                 |
| 12       | Барбінягра Ірина Іванівна        | 03.11.2010            | середня            | член Всеукраїнського об'єднання «Батьківщина» |                                 |
| 13       | Фаркош Ольга Петрівна            | 03.11.2010            | середня            | позапартійна                                  |                                 |
| 14       | Петров Олег Петрович             | 03.11.2010            | середня            | позапартійний                                 |                                 |
| 15       | Коротнян Олексій Михайлович      | 03.11.2010            | середня спеціальна | член Політичної партії «Фронт Змін»           |                                 |
| 16       | Васильковська Наталя Іванівна    | 03.11.2010            | середня спеціальна | позапартійна                                  |                                 |